# وو لونگ: سلسله سقوط کرده
وو لونگ: سلسله سقوط کرده (به انگلیسی: Wo Long: Fallen Dynasty) (چینی سنتی: 臥龍؛ وو لونگ؛ به معنی: اژدهای خفته) (ژاپنی: ウォーロン フォールン ダイナスティ) یک بازی ویدئویی در سبک فانتزی تاریخی و نقش‌آفرینی اکشن است که توسط تیم نینجا توسعه یافته و به‌وسیلهٔ کویی تکمو منتشر شده است. داستان این بازی دربارهٔ یک سرباز بی‌نام است که باید با هیولاها و شیاطین در یک نسخه فانتزی تاریک از دوره سه پادشاهی مبارزه کند. این بازی در ۳ مارس ۲۰۲۳ برای پلی‌استیشن ۴، پلی‌استیشن ۵، مایکروسافت ویندوز، ایکس‌باکس وان، و ایکس‌باکس سری اکس/اس منتشر شد. نام این بازی برگرفته از لقب ژوگه لیانگ است، صدراعظم دولت شو هان که در طی دوره سه پادشاهی زندگی می‌کرده. شهرت و اعتبار او به عنوان یک نابغه و دانشمند حتی زمانی که در انزوا نیز زندگی می‌کرد افزایش یافت و لقب «وو لونگ» (به معنی: «اژدهای خفته») را یافت. بخش دوم نام این بازی یعنی «سلسله سقوط کرده» به اواخر سلسله هان و سقوط آن اشاره دارد.
داستان این بازی در طول یک نسخه تخیلی از سقوط دودمان هان اتفاق می‌افتد، داستان بازی یک قهرمان ناشناس را دنبال می‌کند که با شخصیت‌های تاریخی و موجودات اسطوره‌ای چینی که توسط شیاطین چی فاسد شده‌اند مبارزه می‌کند. این بازی به‌طور کلی با نقدهای مثبت همراه با ستایش سیستم مبارزه خود دریافت کرد و تا آوریل ۲۰۲۳ بیش از ۱ میلیون شماره فروخت.

## روند بازی

تصویری از محیط شخصیت‌سازی

وو لونگ: سلسله سقوط کرده یک بازی نقش‌آفرینی اکشن است که در ابتدای بازی، بازیکن می‌تواند آواتار و شکل و شمایل بازیکن خود را ایجاد و سفارشی کند و یکی از پنج کلاس کارکتر خود را را انتخاب کند. بازی دو گزینه برای حملات با فاصله بسته ارائه می‌دهد. برای موفقیت در مبارزه، بازیکن باید با استفاده از سلاح‌های سرد و نزدیک، حملات را منحرف کند، زیرا این فرصت‌هایی را برای مقابله با حملات حریف ایجاد می‌کند. هر دشمن دارای یک رتبه «روحیه جنگجویی» (Morale system) است که نشان می‌دهد رویارویی جنگی چقدر چالش‌برانگیز خواهد بود. دشمنان سخت‌تر، «غارت» (Loot) ارزشمندتری را رها می‌کنند. همان‌طور که بازیکن حملات نزدیک انجام می‌دهد، «نوار رمق سنج» (spirit gauge) آنها به تدریج پر می‌شود. در نهایت، بازیکن می‌تواند «حملات اسپریت» را انجام دهد که به او اجازه می‌دهد از حرکات رزمی ویژه‌ای استفاده کند یا جادوهای عنصری را انجام دهد. بازیکن همچنین می‌تواند یکی از پنج «جانور الهی» از جمله: کیلین، بایهو ببری سفید، چین لانگ اژدهای لاجوردی، ققنوس سرخ و ژوان وو لاک پشت و ماری که در هم تنیده‌اند را انتخاب کند. این جانوران می‌توانند در حین مبارزه به بازیکن کمک کنند یا از طریق "Divine Beast Resonance" امتیازات (Perks) غیرفعالی را برای بازیکن فراهم کنند.
مانند نی‌او، بازی تا حد زیادی خطی است و با پیشرفت بازیکن در بازی، او با پرچم‌های نبرد که در سرار جهان پراکنده است روبرو می‌شود. بازیکن می‌تواند از آن‌ها برای ذخیره بازی خود استفاده کند، یا از «Genuine Qi»، که همانند: XP یا تجربه عمل می‌کند، برای ارتقاء شخصیت‌های خود و باز کردن توانایی‌های جدید استفاده کند. برخلاف سری نی‌او، وو لونگ دارای یک دکمه پرش است که کاوش و نبرد را بیشتر آسان می‌کند. این بازی همچنین دارای یک حالت همراهی چند نفره است که در آن بازیکن می‌تواند یک دوست را برای کمک در طول مبارزه احضار کند.

## داستان
در سال ۱۸۴ پس از میلاد، شورش دستار زرد در چین به رهبری سه برادر ژانگ آغاز می‌شود که از اکسیر قدرتمندی که توسط یک تائوئیست مرموز به نام گان جی برای سرنگونی حکومت سلسله هان به آنها داده شده استفاده می‌کنند. در جریان یورش شورشیان به دهکده‌ای روستایی، قهرمان بی‌نام که به عنوان سرباز برای یک شبه نظامی محلی خدمت می‌کند، یک پسر چشم بسته را از دست برخی از شورشیان نجات می‌دهد و هر دو با استفاده از جادوی پسر از دهکده فرار می‌کنند اما توسط یکی از برادران ژانگ به نام ژانگ لیانگ متوقف می‌شوند که قهرمان داستان در نبردی او را می‌کشد. با مرگ لیانگ، گان جی ظاهر می‌شود و پسری را اسیر می‌کند، که مشخص می‌شود تجسم خدای اژدها یینگ لانگ است. تائویست کنترل اژدها را به دست می‌گیرد و فرار می‌کند، به دنبال رهایی روح اسیر شده، قهرمان داستان تصمیم می‌گیرد دو برادر دیگر ژانگ را دنبال کند تا گان جی را پیدا کند.
در حالی که در کوه‌های مجاور پرسه می‌زند، قهرمان داستان به یک شبه‌نظامی دیگر به نام جائو یون می‌پیوندد. این زوج با دومین رهبر شورشیان، ژانگ بائو، روبرو می‌شوند و هونگ جینگ، جادوگری جوان را که در جستجوی برادر گمشده‌اش است، نجات می‌دهند. بعداً، پس از جدا شدن از یون، قهرمان داستان و هونگ جینگ با سه برادر معروف سوگند: لیو بی، گوان یو و ژانگ فی ملاقات می‌کنند که به آنها کمک می‌کنند تا بائو را پیدا کنند و بکشند. از طریق برادران سوگند، قهرمان داستان به خدمت سائو سائو و سون جیان، دو ژنرال ارتش هان درمی‌آید که وظیفه سرکوب شورش را دارند. نیروهای سائو آخرین رهبر شورشیان، ژانگ جو، را در قلعه‌ای که از یک معبد هتک‌آمیز ساخته شده است، پیدا می‌کنند و قهرمان پس از استفاده از اکسیر برای تبدیل شدن به یک شیطان، او را می‌کشد. پس از آن، قهرمان داستان و هونگ جینگ به روستای زادگاهش در کوهستان می‌روند، جایی که مربی او زائو سی را از دست یک شیطان نجات می‌دهند و با استفاده از جادوی پیشگویی او متوجه می‌شوند که رهبران دستار زرد با یکی از خواجه‌های ده ملازم: ژانگ رانگ، توطئه می‌کردند، وزیری که امیدوار بود در کشور هرج و مرج ایجاد کند تا بهانه‌ای برای تمرکز بیشتر قدرت بر خود باشد. قهرمان داستان، سائو و دوستش، یوآن شائو، به قصر خواجه نفوذ می‌کنند تا او را ترور کنند. این سه نفر با رانگ مبارزه می‌کنند که از جادوی تاریک برای شبیه‌سازی خود (کلون کردن) و حمله‌ای انبوه استفاده می‌کند. خواجه که نزدیک به مرگ است فرار می‌کند اما توسط یکی از متحدانش، دونگ ژئو، کشته و سپس اکسیر او را می‌دزدد.
دونگ ژئو با استفاده از اکسیر و شیاطین احضار شده توسط گان جی، ارتشی را تشکیل می‌دهد و پایتخت امپراتوری را تصرف می‌کند و امپراتور را گروگان می‌گیرد. یوآن شائو و سائو سائو ائتلافی از وزرای استانی و افسران نظامی مختلف را برای پیش روی علیه دونگ تشکیل می‌دهند و با نیروهای او در هولائوگوان می‌جنگند. در طول نبرد، قهرمان با دست راست دونگ، لو بو مبارزه می‌کند، اما موفق به کشتن او نمی‌شود. هونگ جینگ پس از نگاه کوتاهی به او در پایان مبارزه، لو را به عنوان برادر گمشده خود می‌شناسد. با رسیدن ارتش ائتلاف به پایتخت، دونگ به قلعه خود در مئی‌وو عقب‌نشینی کرده و پایتخت را به آتش می‌کشد. پس از بیرون راندن دونگ از پایتخت، اکثر اعضای ائتلاف مأموریت خود را رها می‌کنند، زیرا دونگ را دیگر تهدیدی نمی‌دانند، و این امر باعث ناراحتی یوآن شائو می‌شود، زیرا معتقد است دونگ هنوز به خاطر جنایاتش مجازات نشده است. با بدتر شدن اوضاع و اعمال نفوذ گان جی در اتفاقات که منجر به دگرگونی ناشی از اکسیر و مرگ نابهنگام سون جیان به دست قهرمان داستان می‌شود، باعث می‌شود که پسران سون جیان، سون تسه و سون کوان سوگند انتقام یاد کنند.
بعداً، هونگ جینگ با لباس رقصنده‌ای به نام دیائو چان به قلعه دونگ نفوذ می‌کند تا به قهرمان داستان کمک کند که مخفیانه وارد شود و با برادرش ارتباط برقرار کند تا بفهمد چرا به دونگ ظالم پیوسته است. قهرمان داستان با دونگ در اتاقی که تاج تخت دونگ در آن است دوئل می‌کند و او را چنان مجروح می‌کند که باعث عقب‌نشینی‌اش می‌شود، دونگ ژئو سعی می‌کند از اکسیر برای تبدیل هونگ جینگ به شیطان به عنوان آخرین دفاع استفاده کند، اما فقط به دلیل تهدید خواهر لو، توسط لو از پشت خنجر می‌خورد.
لو به خواهرش و قهرمان داستان اجازه می‌دهد تا قلعه مئی‌وو را زنده ترک کنند، اما سپس اکسیر را در اختیار می‌گیرد و ارتش سابق دونگ را به جنگ با نیروهای دولتی سائو هدایت می‌کند. ارتش لو و سائو در چندین استان می‌جنگند، اما با وجود مجبور شدن به چندین بار عقب‌نشینی، لو هرگز از اکسیر استفاده نمی‌کند. پس از اینکه ارتش او توسط سائو در نبرد شیاپی دستگیر می‌شود، گان جی به لو نزدیک می‌شود و از او می‌پرسد که چرا از اکسیر استفاده نکرده است، سپس به او پیشنهاد بیشتری می‌دهد. لو به تائوئیست حمله می‌کند و نشان می‌دهد که هدفش فریب دادن او بوده است تا بتواند او را بکشد و به هرج و مرجی که ایجاد کرده پایان دهد. با این حال، گان جی میزها را بر روی او برمی‌گرداند و از اکسیر استفاده می‌کند تا او را به یک شیطان تبدیل کند درست در زمانی که قهرمان داستان و هونگ جینگ به مرکز فرماندهی گان می‌رسند. این دو نفر مجبور می‌شوند لو بو تغییر یافته را بکشند تا جلوی داد و بیداد و دیوانگی او را بگیرند که باعث غم و اندوه هونگ جینگ می‌شد.
با توجه به شکست ائتلاف و نفوذ گان جی، یوآن به این باور رسیده است که سائو می‌خواسته قدرت را برای خود به دست بگیرد، بنابراین یوآن قصد دارد اکسیر را در تلاش خود برای قدرت بدزدد. همان‌طور که ارتش سائو آماده بسته‌بندی اکسیر می‌شود و آن را برای نگهداری به پایتخت بازمی‌گرداند، ارتشی به فرماندهی یوآن شائو حمله غافلگیرانه‌ای انجام می‌دهد و آنها را مجبور به عقب‌نشینی می‌کند، یوان اکسیر را می‌گیرد و لیو بی را اسیر می‌کند. کمی بعد که سون تسه توسط گان جی در نزدیکی نبرد گواندو کشته شد، قهرمان داستان به همراه گوان یو و ژانگ فی مأموریتی برای نجات لیو بی از دست یوآن انجام می‌دهند، حتی پس از اینکه یوآن از جادوی تاریک گان جی برای تبدیل او به شیطان استفاده می‌کند، گان جی را به انسان برمی‌گرداند. یوآن در گوشه سالن اصلی قلعه خود از اکسیر برای تبدیل شدن به یک شیطان استفاده می‌کند و با قهرمان داستان و سائو مبارزه می‌کند، اما در نهایت شکست می‌خورد. یوآن با سخنان در حال مرگ از سائو به خاطر خیانتش عذرخواهی می‌کند که سائو می‌پذیرد و از دوست سابقش خداحافظی می‌کند.
بعد از اینکه آخرین دست نشانده او شکست می‌خورد، گان جی شخصاً به قهرمان داستان حمله می‌کند و نشان می‌دهد که هدف او استفاده از هرج و مرج جنگ برای ایجاد یک شیطان از جادوی تاریک خالص است تا بتواند به آن فرمان دهد و کنترل کشور را برای خود به دست بگیرد. گان جی پس از مجروح شدن مرگبار، بدن فیزیکی خود را قربانی می‌کند تا تبدیل به دیو نهایی شود، اما قهرمان داستان می‌تواند آن را بکشد و اژدهای یین لانگ را به شکل انسانی خود به عنوان پسر چشم بسته بازگرداند. قهرمان داستان، پسر در کما را به دهکده‌ای می‌برد که در آنجا او را پیدا کردند، به این امید که جادوی آن دوباره او را بیدار کند. با این حال وقتی پسر از خواب بیدار می‌شود گان جی او را تسخیر کرده است و اکنون به قدرت یین لانگ دسترسی کامل دارد. با وجود این مزیت قهرمان داستان همچنان می‌تواند او را شکست دهد و پسر را از کنترل خود رها کند، پس از آن روح یین لانگ یک بار برای همیشه گان جی را نابود می‌کند.
با برقراری صلح، قهرمان داستان پسر را به دهکده کوهستانی مخفی هونگ جینگ می‌برد تا در آرامش زندگی کند. سال‌ها بعد، قهرمان داستان و هونگ جینگ آماده می‌شوند تا بار دیگر به سفر بروند زیرا زائو سی احساس می‌کند که اکسیر دوباره برای جادوی تاریک استفاده می‌شود. پسری که اکنون مشخص شده ژوگه لیانگ است، با لبخند از آن‌ها خداحافظی می‌کند، اما پس از رفتن آن‌ها، اخم می‌کند و چشم‌اندازهایی از جنگ بین سه پادشاهی را می‌بیند که توسط سائو سائو، لیو بی و سون کوان تأسیس خواهند شد.

## توسعه
در ۲۶ اکتبر ۲۰۲۱، در جریان یک برنامه توسعه به مناسبت چهلمین سالگرد فعالیت شغلی کو شیبوساوا، رئیس و مدیر عامل شرکت کویی تکمو، اعلام شد که تیم نینجا در حال توسعه یک بازی اکشن جدید بر اساس رمان تاریخی قرن ۱۴: داستان عاشقانه سه پادشاهی اثر لو گوانژونگ است. این بازی به‌طور رسمی در ۱۲ ژوئن ۲۰۲۲ در رویداد ایکس‌باکس و بتزدا ۲۰۲۲ برای انتشار روی مایکروسافت ویندوز، ایکس‌باکس وان و ایکس‌باکس سری اکس/اس معرفی شد. همچنین به همراه انتشار نسخه‌های پلی‌استیشن ۴ و پلی‌استیشن ۵ که کمی بعدتر معرفی شدند.
توسعه وو لونگ: سلسه سقوط کرده حدود دو سال قبل از افشای آن آغاز شد. این پروژه توسط رئیس تیم نینجا، فومیهیکو یاسودا که کارگردانی نی‌او در سال ۲۰۱۷ و همچنین ادامه آن در سال ۲۰۲۰ را بر عهده داشت و تهیه‌کننده ماساکی یاماگیوا که بیشتر به خاطر کارش در جنگل توکیو و بلادبورن شهرت دارد هدایت می‌شود. ماساکی یاماگیوا در اواسط سال ۲۰۲۱ پس از خروج از استودیو ژاپن که چند ماه پیش از آن منحل شده بود، به تیم نینجا پیوست. همانند نی‌او، وو لونگ نیز در طول رویدادهای تاریخی واقعی اتفاق می‌افتد، اما با عناصر برجسته ماوراء الطبیعه برگرفته از فولکلور و اسطوره‌شناسی چینی آراسته شده است.

## بازخورد
| گردآورنده | امتیاز                                                |
| --------- | ----------------------------------------------------- |
| متاکریتیک | (پی‌سی) ۷۹/۱۰۰ (پی‌اس۵) ۸۱/۱۰۰ (ایکس سری اکس/اس) ۷۹/۱۰۰ |

| ناشر                     | امتیاز  |
| ------------------------ | ------- |
| دستراکتید                | ۹/۱۰    |
| گیم اینفورمر             | ۸٫۷۵/۱۰ |
| گیم‌اسپات                 | ۸/۱۰    |
| گیمز ریدار+              | [ ۱۷ ]  |
| هاردکور گیمر             | ۴٫۵/۵   |
| آی‌جی‌ان                   | ۸/۱۰    |
| پی‌سی گیمر (ایالات متحده) | ۸۹/۱۰۰  |
| پی‌سی‌گیمزان               | ۸/۱۰    |
| پوش اسکوئر               | [ ۲۲ ]  |
| شک‌نیوز                   | ۹/۱۰    |
| وی‌جی۲۴۷                  | [ ۲۴ ]  |
| دیجیتال ترندز            | [ ۲۵ ]  |
| ان‌ام‌ئی                   | [ ۲۶ ]  |
| آرپی‌جی فن                | ۸۶/۱۰۰  |
| ویدئو گیمز کرونیکل       | [ ۲۸ ]  |

وو لونگ: سلسله سقوط کرده، با توجه به بازبینی جمعی در متاکریتیک، نظراتی «به‌طور کلی مثبت» دریافت کرد.
سایت مجله برزیلی روولوشن آرنا اعلام کرد که این یک بازی پیشنهادی برای علاقه‌مندان به بازی‌های اکشن، ماجراجویی و آرپی‌جی است و مطمئناً تجربه‌ای است که پس از پایان بازی تا مدت‌ها در حافظه بازیکنان باقی خواهد ماند، پولیگان به بازی نمره ۹ از ۱۰ را داده و از «سیستم روحیه» (Morale system) جنگجویان لذت برده و نوشت است که این یک چرخش ابتکاری بر روی فرمول سولزلایک (بازی‌های شبیه به سری دارک سولز) است، زیرا نشان می‌دهد که یک مسابقه خاص چقدر چالش‌برانگیز خواهد بود. بدون اینکه مجبور باشید چندین بار بمیرید، و چندین مرگ بیهوده داشته باشید. راک، پیپر، شات‌گان در مورد بازی گفته: دوست داشتم ببینم که این بازی چگونه پیچیدگی بیش از حد نی‌او را قابل کنترل می‌کند، وو لونگ بسیاری از گره‌ها و مشکلات نی‌او را باز می‌کند، و کارها را ساده می‌کند تا انجام ماموریت‌ها نه تنها لذت بخش باشد، بلکه لذتی که نابودی کل مغز را تهدید نمی‌کند. یوروگیمر تنظیمات بازی را تحسین کرد، اما از سیستم «غارت» (Loot) بیش از حد سخاوتمندانه انتقاد کرد و آن را باقی مانده‌ای از نی‌او دانست.
فروش
نسخه پلی‌استیشن ۵ با فروش ۳۰٬۱۳۲ نسخه فیزیکی، دومین بازی پرفروش خرده فروشی در هفته اول انتشار خود در ژاپن بود و نسخه پلی‌استیشن ۴ با فروش ۱۷٬۶۹۹ نسخه فیزیکی، شانزدهمین بازی پرفروش خرده فروشی ژاپن در همان هفته بود. این بازی تا آوریل ۲۰۲۳ بیش از ۱ میلیون شماره فروخت.